# Samoaglasögonfågel
Samoaglasögonfågel (Zosterops samoensis) är en fågel i familjen glasögonfåglar inom ordningen tättingar.

## Utseende och läten
Samoaglasögonfågeln är en liten (10 cm) sångarliknande fågel. Ovansidan är olivgrön, undersidan smutsvit med gul anstrykning på strupen. Runt det ljusa ögat syns en helt vit ögonring. Lätet är ett ljust "tchee" eller "cheeer", ibland med en gurglande eller elektriskt ton.

## Utbredning och status
Fågeln förekommer enbart i bergstrakter på ön Savai'i i Samoa. IUCN kategoriserar arten som nära hotad.